# 14 Andromedae b
14 Andromedae b (abreviado 14 And b), também chamado Spe, é um planeta extrassolar distante da Terra aproximadamente 258 anos-luz, na constelação de Andrômeda.
O planeta tem período de 186 dias e orbita a estrela gigante 14 Andromedae a uma distância correspondente a 83% da distância entre a Terra e o Sol. Ele possui massa mínima de 4,8 vezes a massa de Júpiter. Spe orbita com uma excentricidade de 0,0094, o que significa que a distância orbital no curso de sua revolução varia em apenas 0,02 UA. Ele foi descoberto em 3 de julho de 2008 por Sato et al, que perceberam com espectroscopia Doppler a oscilação de 14 Andromedae causada pela gravidade do planeta durante a sua órbita.
Em julho de 2014, a União Astronômica Internacional (UAI) lançou um processo para atribuir nomes próprios para certos planetas e suas estrelas. O processo envolvia a indicação e votação públicas para os novos nomes. Em dezembro de 2015, a UAI anunciou o nome “Spe” para o planeta.
O nome vencedor foi baseado naquele submetido pelo Centro de Thunder Bay da Real Sociedade Astronômica do Canadá, que foi “Spes”, forma latina para “esperança”. Spes era também a deusa romana para a esperança. A UAI fez a substituição pela forma ablativa “Spe”, que significa “onde há esperança”, para ficar compatível com o nome atribuído à respectiva estrela.